# Gymnacranthera
Gymnacranthera es un género de plantas perteneciente a la familia Myristicaceae. Comprende 23 especies descritas y de esta, solo 7 aceptadas.

## Descripción
Se caracterizan por tener flores normalmente de menos de 3 mm de largo, sin bracteola. Brazos de los pelos desiguales en longitud.

## Taxonomía
El género fue descrito por   (A.DC.) Warb.  y publicado en Berichte der Deutschen Botanischen Gesellschaft 13: 90, 91, 94. 1896. La especie tipo es: Gymnacranthera paniculata Warb. 

## Especies aceptadas
A continuación se brinda un listado de las especies del género Gymnacranthera aceptadas hasta diciembre de 2013, ordenadas alfabéticamente. Para cada una se indica el nombre binomial seguido del autor, abreviado según las convenciones y usos.
- Gymnacranthera bancana (Miq.) J.Sinclair
- Gymnacranthera canarica (King) Warb.
- Gymnacranthera contracta Warb.
- Gymnacranthera farquhariana (Hook.f. & Thomson) Warb.
- Gymnacranthera forbesii (King) Warb.
- Gymnacranthera maliliensis R.T.A.Schouten
- Gymnacranthera ocellata R.T.A.Schouten